# (14813) 1981 QW2
(14813) 1981 QW2 là một tiểu hành tinh vành đai chính. Nó được phát hiện bởi Henri Debehogne ở Đài thiên văn La Silla ở Chile ngày 23 tháng 8 năm 1981.